# Chasse-neige (chemin de fer)
Pour les articles homonymes, voir Chasse-neige (homonymie).

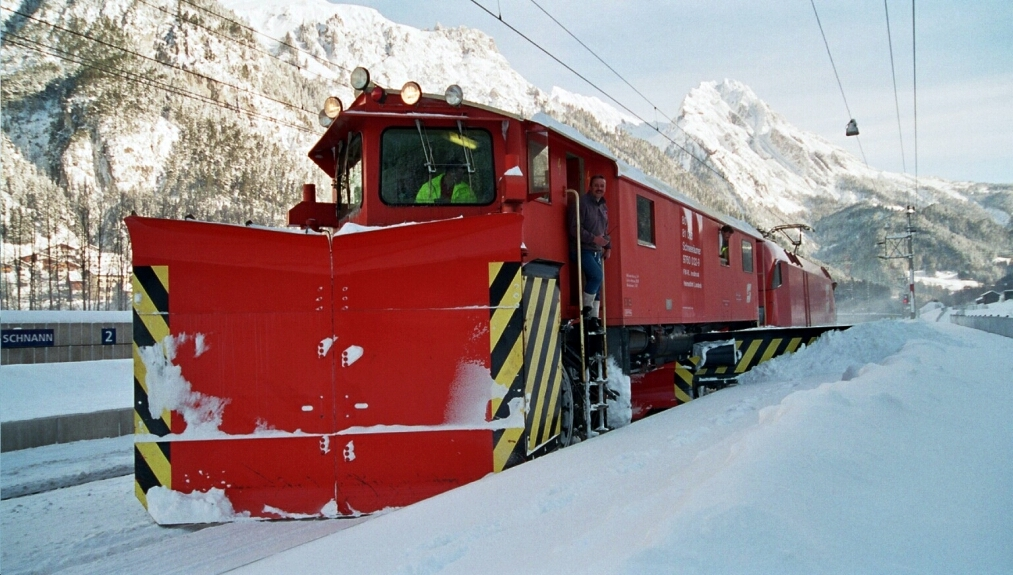
Chasse-neige

Un chasse-neige ferroviaire est un wagon spécialisé d'un train qui utilise un soc ou une lame pour repousser la neige hors de la voie ferrée. Les chemins de fer sont confrontés comme les autres types de transport aux intempéries dues à la neige. Pour cela ils utilisent des matériels spécialisés et de différents types pour le déboudinage: action permettant de dégager le dessus du patin du rail et son côté intérieur de tout obstacle pour permettre le passage des boudins de roue.

## Description
Ils sont constitués soit d'un engin moteur équipé d'un ou deux socs (à chaque extrémité) ou d'un wagon, d'un fourgon ferroviaire muni d'un soc à l'avant. Les chasse-neiges à soc sont avec éjection latérale ou bilatérale.

## Types
On distingue deux types. Le premier est constitué des chasse-neige à soc(s). Le second fait partie des souffleuses à neige, réparties en deux sous-groupes, les chasse-neige rotatifs et les chasse-neige rotatifs à turbine(s).

## Chasse-neige à socs autonomes

### France
Il existe différents types de chasse-neige à socs dans la flotte de la SNCF. Ceux-ci sont adaptés aux différentes conditions de neige : certains sont étudiés pour de faibles hauteurs et d'autres pour les chutes de neige plus importantes. Voici une description succinctes des types,.
Petit soc
Monté sur une locomotive. Accessoirement ils servent principalement de chasse-obstacle en cas de collision. Ils sont installés sur les locomotives du service commercial circulant dans des régions à risque.
Soc monté d'un mètre
Formant un simple éperon fixe installé de chaque côté de la locomotive comme des BB 4100, des BB 8500, des BB 63000, des BB 63500, des BB 66000, ou une lame de chasse neige routier sur un Y 7400, ou une étrave relevable et mobile installé de chaque côté de la machine sur des draisines équipées de hublots anti-givre.

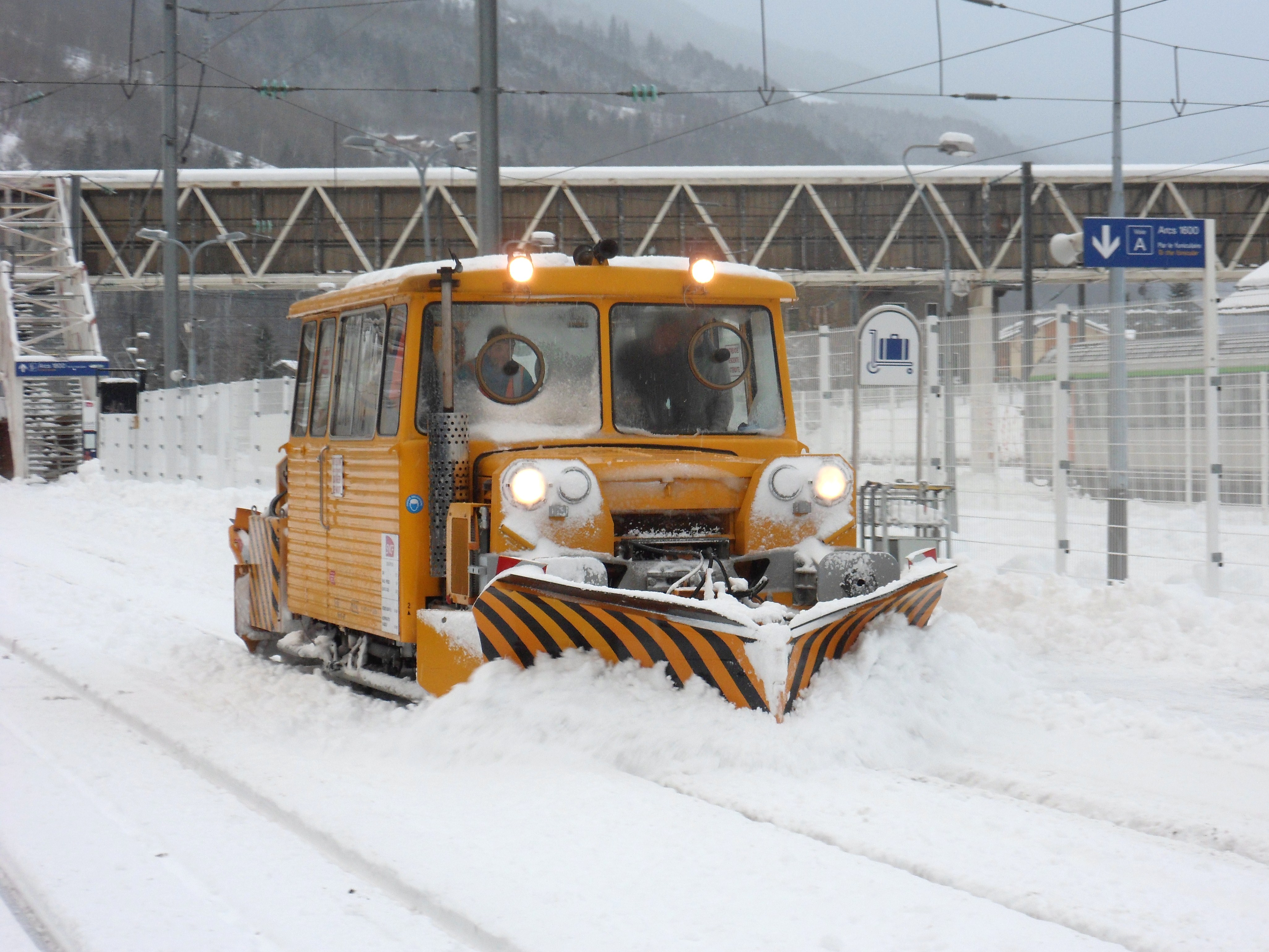
Draisine équipée de socs chasse-neige en action en gare de Bourg-Saint-Maurice.
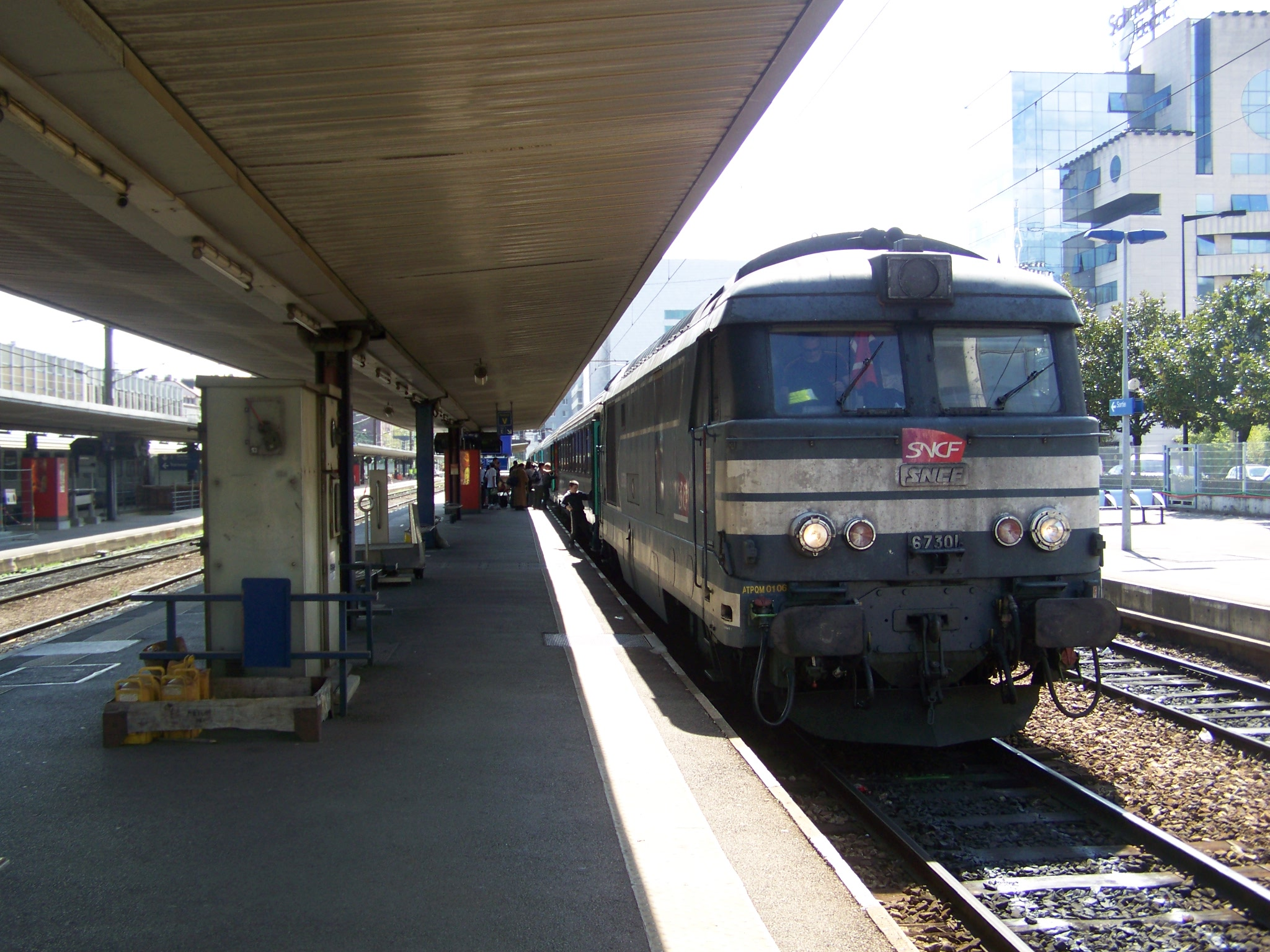
BB 67300 avec soc à l'arrivée d'un TER Rhône-Alpes venant de Chambéry en gare de Grenoble, en Isère.
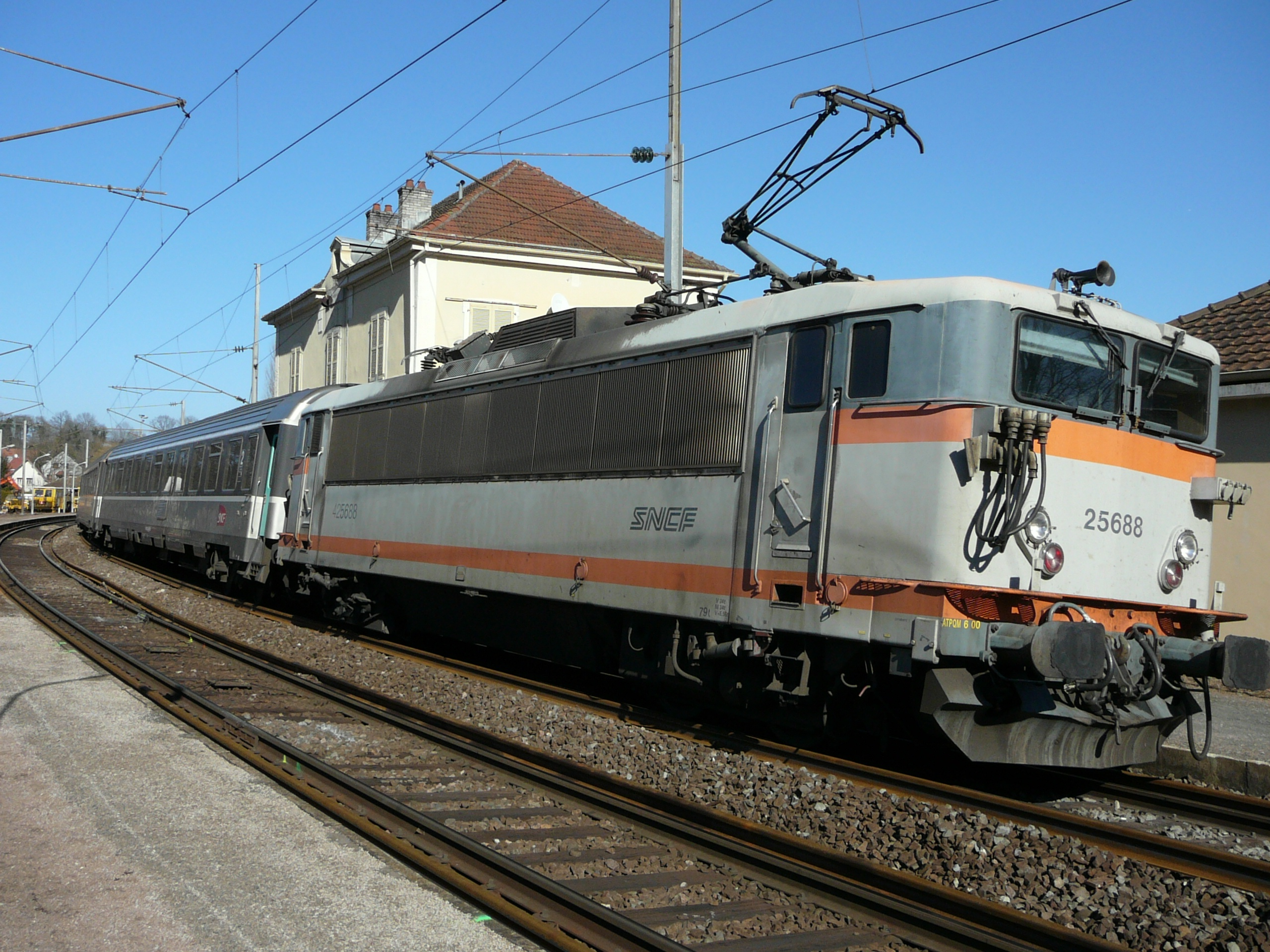
BB 25688 avec soc sur un TER à Clerval.
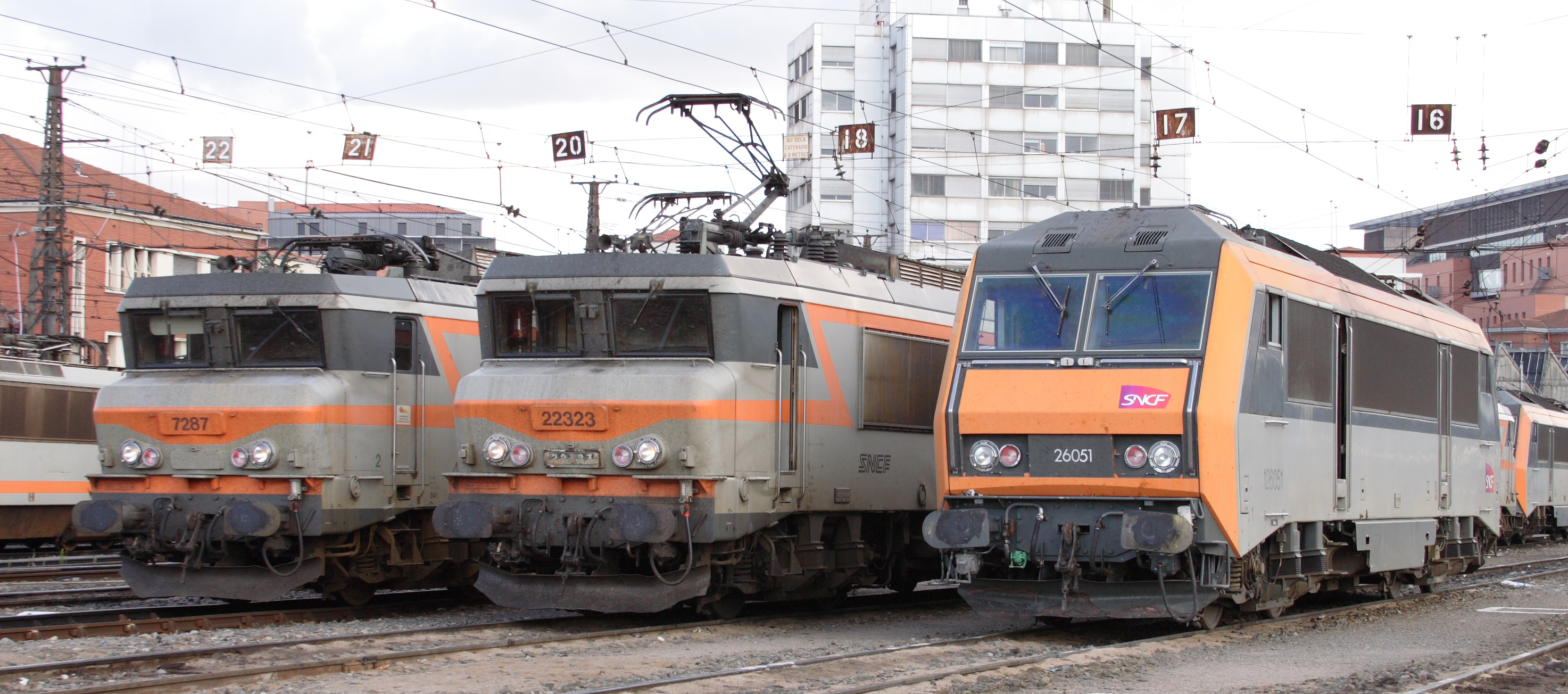
BB 7200 BB22200 et BB26000 avec soc.
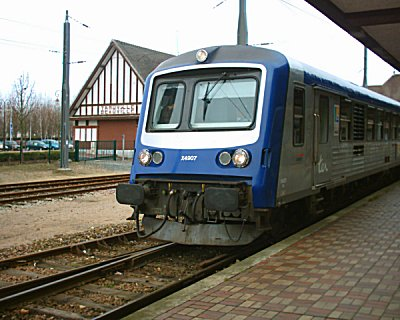
X 4907 avec soc à Trouville-Deauville.
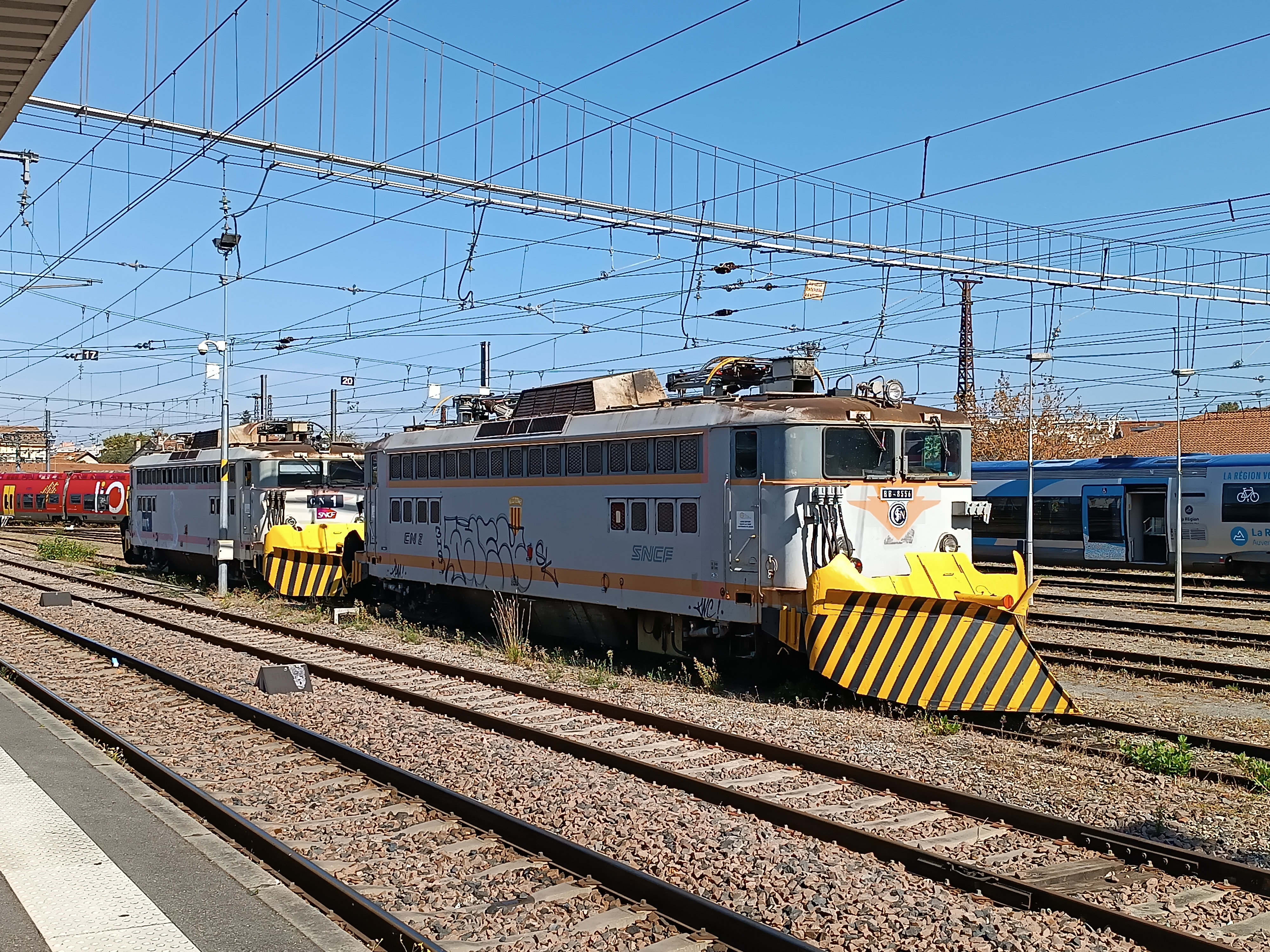
BB8500 modifiées en chasse-neige par la SNCF.

| Type                                                                                                  | Longueur hors tout            | Poids | Largeur de déneigement     | Hauteur de déneigement | Vitesse d'acheminement    | Vitesse de travail        | Effectifs   | Services   |
| petit éperon sur locomotives ou autorails et rames automotrices                                       | différentes formes et tailles | /     | largeur du matériel équipé | faibles hauteurs       | vitesse commerciale ligne | vitesse commerciale ligne | indéterminé | en service |
| Soc réglable en hauteur et largeur avec dégagement latéral ou bilatéral suivant position sur Draisine | /                             | /     | /                          | /                      | /                         | /                         | indéterminé | en service |
| Soc sur BB 4119 CN 5                                                                                  | /                             | /     | /                          | /                      | /                         | /                         | 1           | radié      |
| Soc sur BB 4123 CN 6                                                                                  | /                             | /     | /                          | /                      | /                         | /                         | 1           | radié      |
| Soc sur BB 8553 CN 1                                                                                  | /                             | /     | /                          | /                      | /                         | /                         | 1           | en service |
| Soc sur BB 8556 CN 2                                                                                  | /                             | /     | /                          | /                      | /                         | /                         | 1           | en service |
| Soc sur BB 63044                                                                                      | /                             | /     | /                          | /                      | /                         | /                         | 1           | radié      |
| Soc sur BB 63951                                                                                      | /                             | /     | /                          | /                      | /                         | /                         | 1           | radié      |
| Soc sur BB 66004, BB 66014, BB 66082, BB 66091 et BB 66110                                            | /                             | /     | /                          | /                      | /                         | /                         | 5           | en service |
| Soc sur Y 7553                                                                                        | /                             | /     | /                          | /                      | /                         | /                         | 1           | radié      |

,

#### Ligne de Cerdagne
Z 201 et Z 202
Issues des deux derniers fourgons automoteurs numéros 8 et 9 et attelées en permanence, la Z 201 et la Z 202 sont équipées chacune d'un éperon différent. Cela étant dû au profil de la ligne de Cerdagne, la Z 201 étant toujours dirigée du côté Villefranche et la Z 202 du côté La-Tour-de-Carol.
- Vitesse d'acheminement ? km/h.
- Vitesse de travail ? km/h[1].

### Suisse

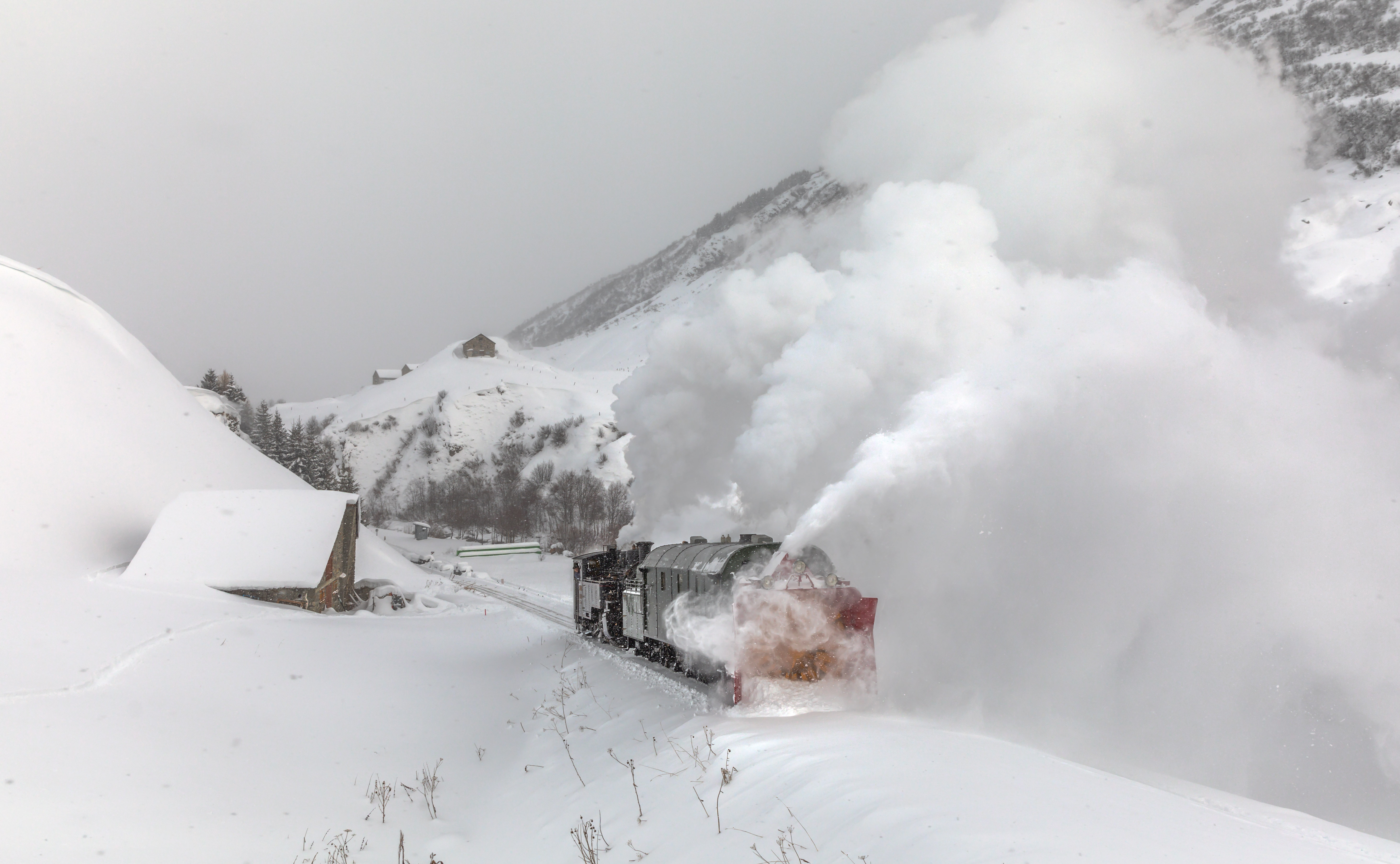
Démonstration pour les photographes de chasse-neige ferroviaire sur la ligne sommitale de la Furka entre Realp et de Tiefenbach en Suisse. Le train vient d'entrer dans la section des rails à crémaillère. Décembre 2021.

## Chasse-neige à socs non autonomes

### France
Type Langeac
Il est constitué d'un châssis de wagon à deux essieux lesté de coupon de rails ou de gueuses et équipé d'un éperon à éjection bilatérale à l'avant.
Deux types différents de châssis furent utilisés en France : empattement de 3,75 mètres ou 4,50 mètres. Certains peuvent être tractés du côté du soc dans les dépôts par l'intermédiaire d'une barre munie d'un œil (barre relevée en service).
Type tender lesté
Ils sont issus de tender de 17 m3 NORD type 17-A ex 17101 à 17302 provenant de 140 A ou 150 A et C. La hotte à combustible est démontée en partie supérieure et ils sont lestés de ballast ou de sable, ou de ferraille en morceaux ou de gravillons. Un éperon de locomotive du type CC est monté à l'avant.
Type Flanger
Il est constitué d'un châssis de wagon à deux essieux avec organes de choc et de traction des deux côtés (et cabine pour les plus anciens et sans pour le flanger 64 et flanger 80), équipé d'une lame mobile oblique à éjection par la gauche entre les essieux, dont le profil permet le déboudinage.
En cas d'obstacle sur la voie tel crocodile ou pédale de voie, celle-ci peut être relevée.
Les appareils du type 64 comportent en plus une lame oblique à éjection par la gauche située en avant du premier essieu pour un premier déneigement.
Sur ceux du type 80, deux autres lames du même type sont aussi montées symétriquement pour l'autre sens de circulation (deux fois deux lames dont les deux centrales relevables pour chaque sens).
Celles-ci peuvent être commandées par un boitier embarqué à bord de l'engin de pousse.
Ils sont spécialisés pour le déboudinnage final des voies après passage de plus gros chasse-neige ou en cas de neige peu abondante.
Type Nevers

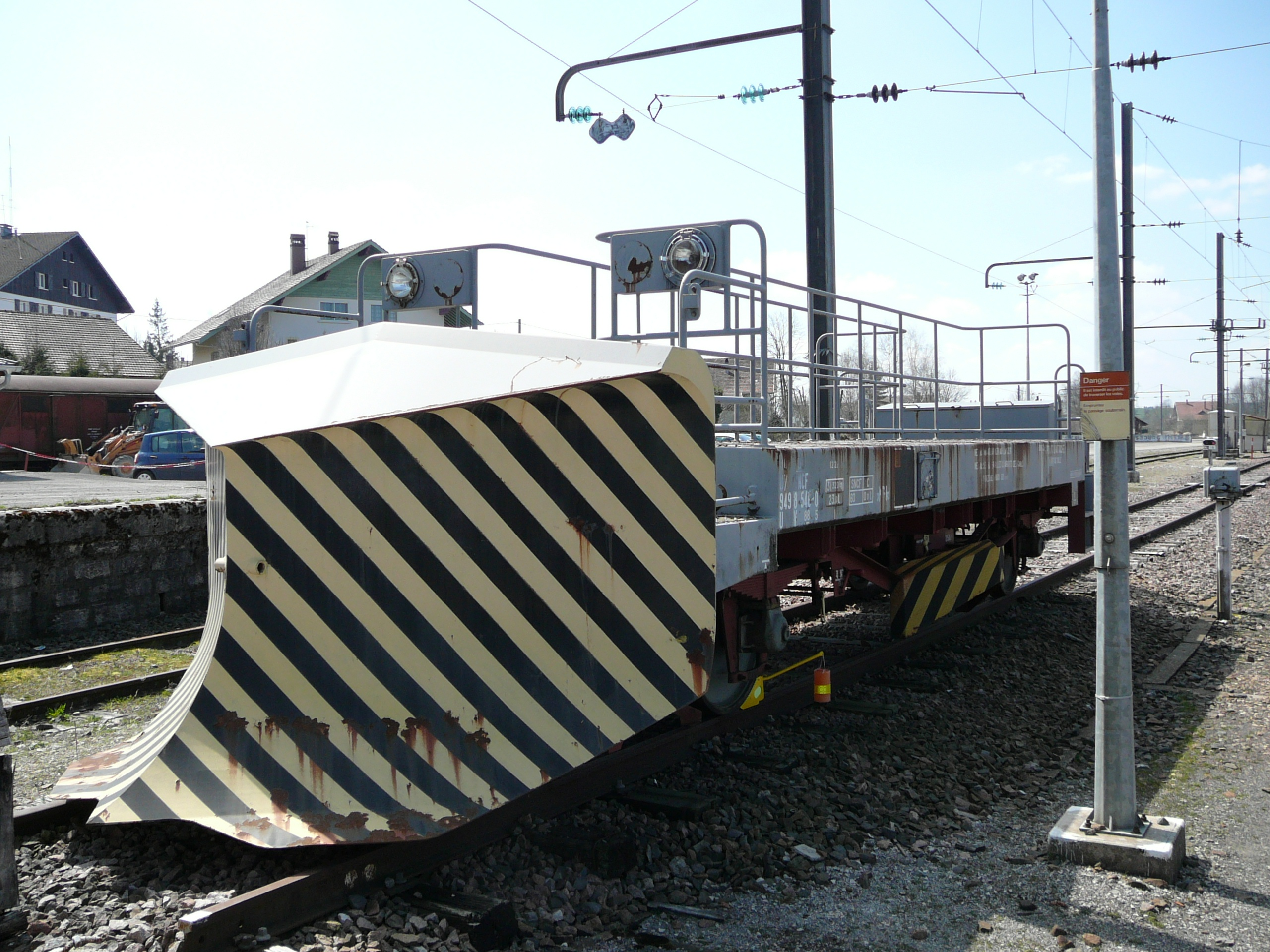
Wagon chasse-neige du type Nevers à Frasne.

Apparu en 1980 et destiné à remplacer les types Langeac, il est constitué d'un châssis de wagon à deux essieux avec organes de choc et de traction d'un seul côté, lesté de coupon de rails et équipé d'un éperon à l'avant.
Il peut être tracté dans les dépôts du côté du soc, par l'intermédiaire d'une barre et à vitesse réduite.
Il est parfois aussi équipé d'une petite lame haute latérale de forme triangulaire (voir photo) pour dégagement latéral dans les deux sens.
Le Sioux
Par temps froid et à la suite des infiltrations d'eau dans les tunnels, des glaçons se forment tels des stalactites et engagent le gabarit de circulation, en représentant un danger pour le matériel roulant, le trafic et le personnel ainsi que les voyageurs. La SNCF et d'autres compagnies ferroviaires ont mis en fonctionnement ces wagons plats à essieux spécialisés pour le déglaçage de ses tunnels. C'est un wagon à essieux surmonté d'un arceau au centre, perpendiculaire à la voie, sur lequel sont montées des bandes de fer plat épousant la forme du gabarit, utilisé pour le déglaçage des tunnels. La forme en arc de cercle des lames ressemblant fortement au parures des chefs indiens lui donna son surnom.
| Type              | Longueur hors tout                     | Poids                          | Largeur de déneigement | Hauteur de déneigement     | Vitesse d'acheminement                              | Vitesse de travail                | Effectifs   | Services                                             |
| Langeac court     | 9,25 mètres empattement de 3,75 mètres | 30 tonnes                      | 3,10 mètres            | de 1 à 1,20 mètre de neige | 50 km/h en pousse et 70 km/h tiré en queue de train | 30 km/h en pousse                 |             | radié et préservé par le Chemin de Fer du Haut Forez |
| Langeac long      | 9,95 mètres empattement de 4,50 mètres | 30 tonnes                      | 3,10 mètres            | de 1 à 1,20 mètre de neige | 50 km/h en pousse et 70 km/h tiré en queue de train | 30 km/h en pousse                 |             | radié préservé                                       |
| tender lesté      | mètres                                 | /                              | /                      | /                          | 50 km/h                                             | 30 km/h avec traction diesel      | 6           | radié                                                |
| Flanger prototype | 8,65 mètres                            | 30,4 tonnes                    | /                      | /                          | 40 km/h en pousse et 50 km/h tiré en queue de train | 50 km/h uniquement en pousse      | 1           | radié                                                |
| Flanger 64        | 8,65 mètres                            | 26,7 tonnes pour le flanger 64 | /                      | /                          | 40 km/h en pousse et 50 km/h tiré en queue de train | 50 km/h uniquement en pousse      | 4           | radié                                                |
| Flanger 80        | 8,65 mètres                            | tonnes                         | /                      | /                          | 70 km/h                                             | 50 km/h tiré et 40 km/h en pousse | indéterminé | en service                                           |
| Nevers            | 12,25 mètres                           | 23 tonnes                      | 2,90 mètres            | de 1 à 1,20 mètre de neige | 60 km/h en pousse et km/h tiré en queue de train.   | 60 km/h uniquement en pousse.     | 20          | 20 en service                                        |
| Sioux             | mètres                                 | tonnes                         | gabarit SNCF           | gabarit SNCF               | km/h                                                | km/h                              | indéterminé | en service                                           |

,

#### Ligne Saint-Gervais - Vallorcine
ZS 10450
C'est un ancien chasse-neige à éperon de la Ligne Saint-Gervais - Vallorcine qui possède une plateforme de manœuvres. Il ne circule que poussé par un fourgon Z 200 ou un wagon automoteur ou une voiture automotrice.
- Vitesse d'acheminement 30 km/h.
- Vitesse de travail 30 km/h.

ZR 20451
Il est issu du second chasse-neige à éperon de l'ancien matériel, démuni de ses moteurs et équipé d'un attelage Dellner-Scharfenberg identique aux Z 600 et ZR 20600. Il fut alors renuméroté Z 20451. Il doit toujours être attelé à deux motrices Z 600 au minimum.
- Vitesse d'acheminement 30 km/h.
- Vitesse de travail 30 km/h[1].

Ballastière U 20205

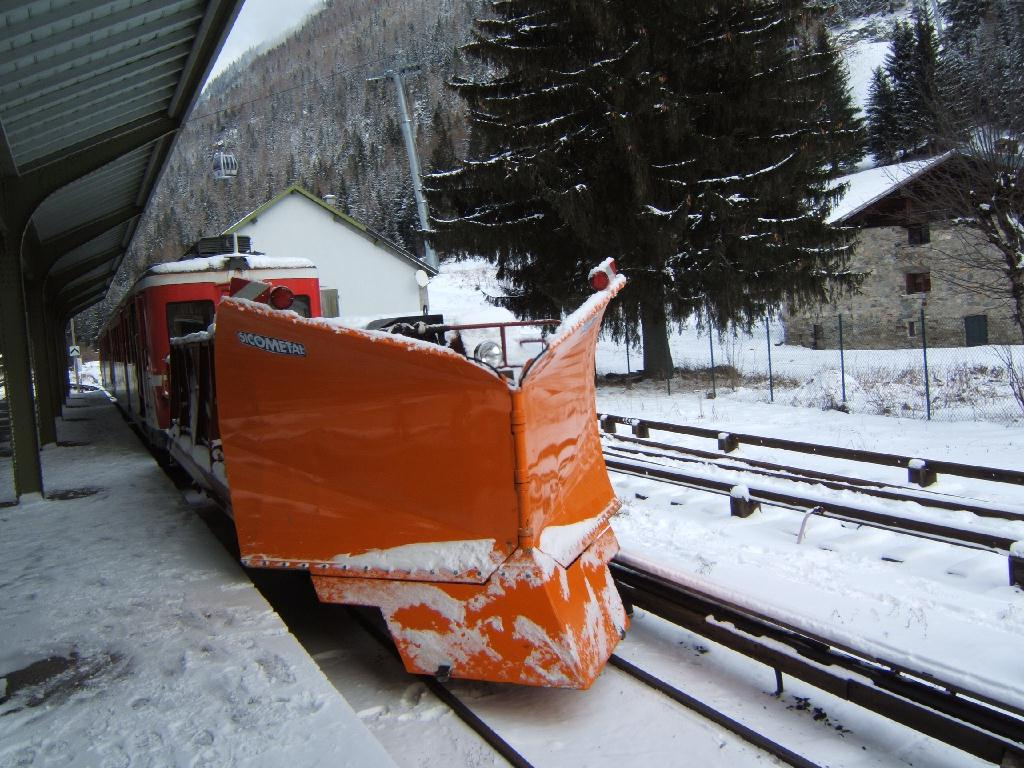
Rame Z600 avec la ballastière U 20205 équipée d'une étrave en gare de Vallorcine.

C'est un nouveau chasse neige issus de la ballastière que l'on équipe d'une étrave en hiver.

## Souffleuse à neige à turbine autonomes

### Description
Ils sont constitués d'un wagon ou d'un Fourgon ferroviaire muni d'une turbine à l'avant.
Les chasse-neige à turbine sont avec éjection directionnelle latérale ou bilatérale. Le mécanisme est alors en acier, très volumineux et robuste. On retrouve dans le caisson, une ou deux énormes hélices munies de bord très coupants qui vont couvrir la largeur de la voie ferrée. Ce mécanisme simple et robuste permet de dégager la neige et à la locomotive de se déplacer à une vitesse assez élevée.

### Europe

#### France
- CN1 à CN3 :

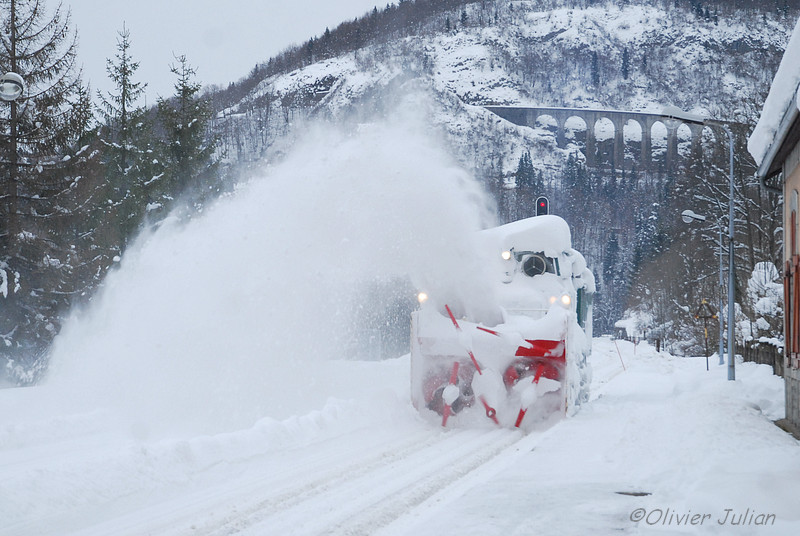
Le CN3 déneige la gare de Morez (Jura) en décembre 2012.

L'ensemble autonome, construit par la société Beilhack, est constitué d'un châssis surmonté d'un pivot, avec verrouillage rigide, supportant la caisse. Celle-ci après déverrouillage peut ainsi pivoter pour orienter la turbine dans l'autre sens.
Un moteur Deutz de 160 kW entraine les essieux dans les deux sens de marche.
Ils sont équipés de deux turbines frontales entrainées par deux moteurs. Un dispositif permet, pour chacune des turbines, de basculer la motorisation sur l'autre moteur en cas de défaillance.
La neige est évacuée par deux échoppes orientables. Un éperon situé à l'arrière permet le déboudinage.
Les baies frontales de cabine sont chauffantes avec chacune un hublot anti-givre.
| type      | Longueur hors tout | Poids     | Largeur de déneigement | Hauteur de déneigement | Vitesse d'acheminement | Vitesse de travail | Effectifs | Services   |
| CN1 à CN3 | 12 mètres          | 36 tonnes | 3,60 mètres au maximum | 3,50 mètres au maximum | 80 km/h en autonome    | 40 km/h            | 3         | en service |

,

##### Ligne Saint-Gervais - Vallorcine
Z 205
la Z 205 a été transformée profondément pour dégager la neige dans l'entre rails par l'intermédiaire d'un tambour rotatif équipé de pelles en acier. Elle est toujours attelée à la Z 208, lui servant de véhicule auxiliaire.
- Vitesse d'acheminement 20 km/h HLP (avec Z 208) et 30 km/h dans un convoi de matériel ancien uniquement.
- Vitesse de travail de 5 à 20 km/h suivant l'état de la neige.
- Radiée

Z 450
La Z 450 est équipée d'une turbine à motorisation électrique avec réducteur à engrenages droits. elle est aussi équipée de frotteurs à verglas commandés à distance, du frein pneumatique, du frein à mâchoires et du frein modérable. Il est toujours attelé aux ZS 10308 et ZS 10316, wagons automoteurs fourgons freins des chasse-neiges.
- Vitesse d'acheminement 20 km/h.
- Vitesse de travail de 8 km/h dans la neige mouillée à 15 km/h dans la neige poudreuse.

Z 691
La Z 691 est équipée de deux turbines à un moteur M1T, identique aux BB 8100, avec boites de réduction (une principale et une secondaire par turbine). Il est propulsé par un bogie de Z 600 équipant le châssis (avec un essieu de guidage supplémentaire situé juste après les turbines).
Il est également équipé de couteaux rotatif et d'un phare orientable pour aider le personnel de surveillance de la voie à détecter la présence de blocs de pierres.
Il possède aussi deux panneaux articulés latéraux pour augmenter la largeur de dégagement de la voie.
- Longueur hors tout: 9,015 mètres
- Largeur hors tout: 3,190 mètres
- Hauteur hors tout: 3,454 mètres
- Hauteur déneigement: 1,790 mètre
- Vitesse d'acheminement 40 km/h.
- Vitesse de travail 40 à 80 km/h suivant l'état et l'épaisseur de la neige[1],[3].

CN 4

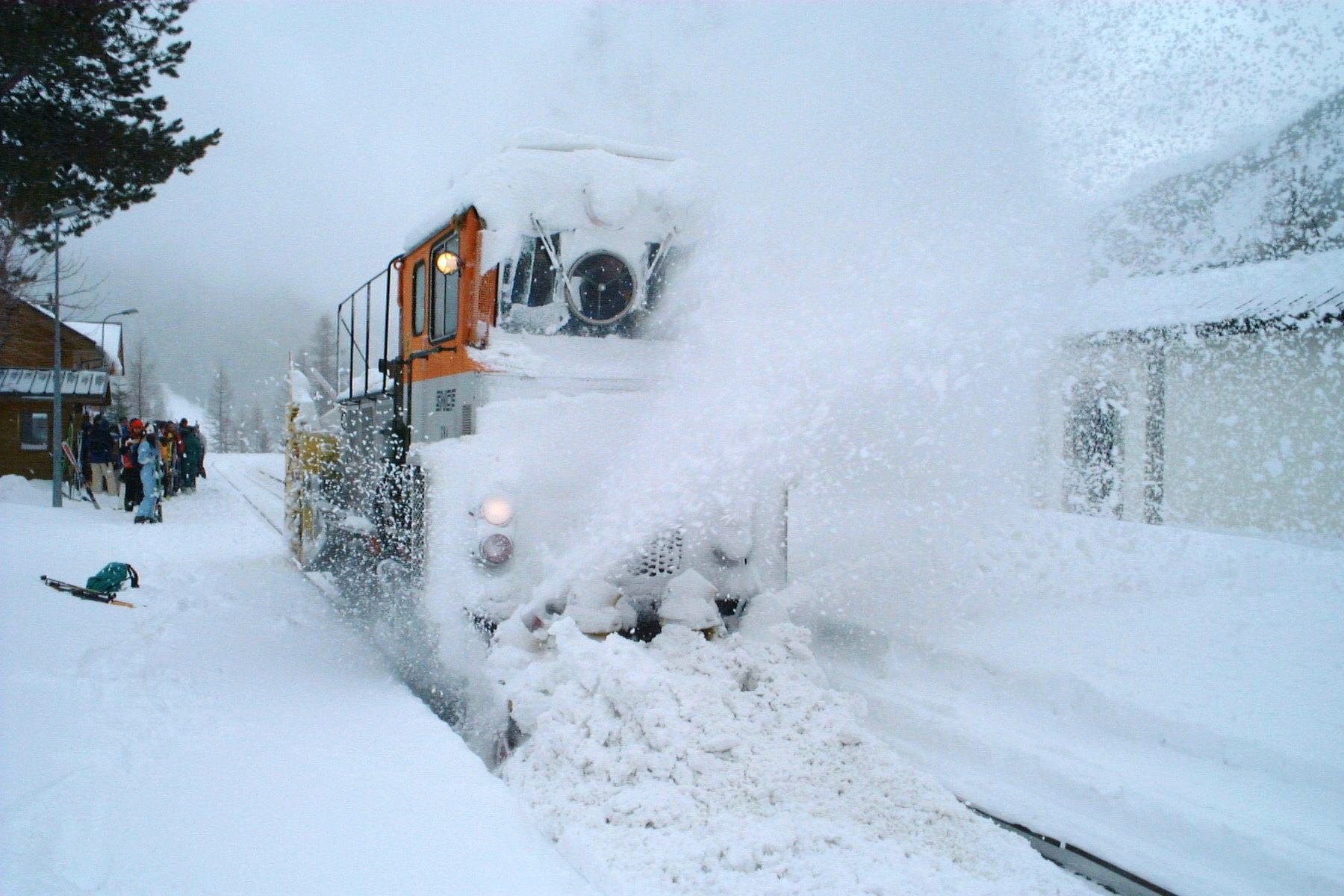
Le CN 4 au travail

Le  CN 4 un chasse-neige du type Beilhack. Il est équipé à l'avant de deux turbines de 1,10 m de diamètre et 5 couteaux d'ébauche avec deux tuyères d'échappement, et à l'arrière de fraises de déboudinage avec deux tuyères d'échappement sous la cabine. Il peut tout comme les CN 1 à CN 3 (du même type mais écartement différent) faire demi tour sur lui-même.
- Vitesse d'acheminement 40 km/h.
- Vitesse de travail 15 km/h[4].

## Souffleuse à neige à turbine non autonomes

### Europe

#### France
- Rotatif Aurillac à vapeur :

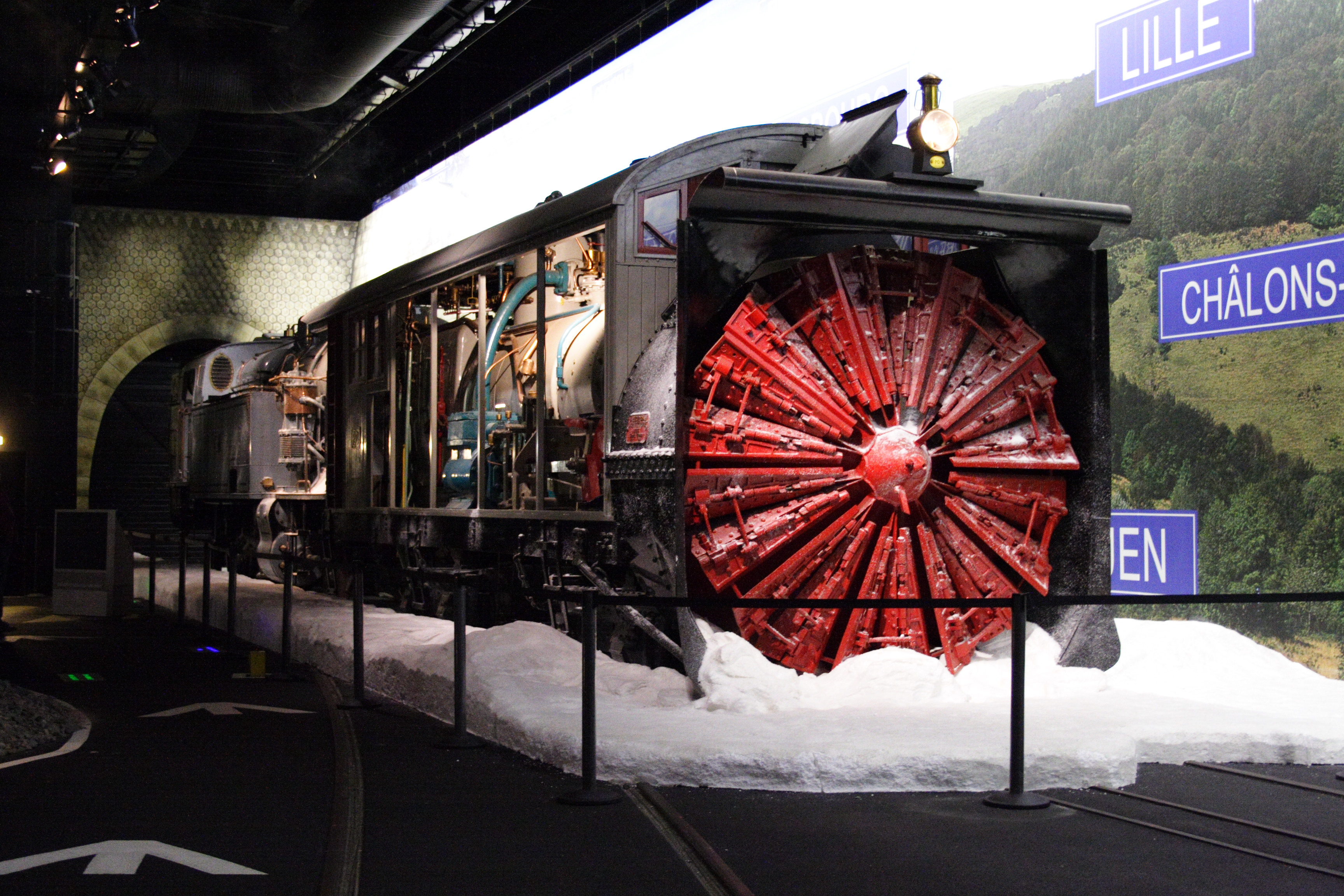
Le chasse-neige Aurillac au Musée français du chemin de fer.

Il est actionné par une chaudière à vapeur et une machine à deux cylindres.
La turbine est équipée de deux lames verticales orientables pour une largeur variable de déneigement et d'un éperon en partie inférieure.
La neige est évacuée par un cheminée orientable.
Le dessous de châssis, monté sur deux bogies de deux essieux porteurs, est équipé de deux raclettes situées devant le premier essieu pour le déboudinage sommaire et de deux socs situés derrière le deuxième essieu pour le déboudinage final.
L'engin est préservé et présenté au Musée français du chemin de fer de Mulhouse.
Diamètre roue de turbine : ?? mètres
Tender de 17 m3 à trois essieux ex PO 4-17-D pour le charbon et l'eau
- Rotatif Chambéry à vapeur :

Le dessous de châssis, constitué de deux bogies de trois essieux porteurs, est équipé de deux socs devant les essieux du bogie avant pour le déboudinage.
La neige est évacuée par un cheminée orientable.
Il est actionné par une chaudière à vapeur timbrée a 13 Hpz qui alimente une machine à vapeur vertivale à 4 cylindres actionnant la turbine.
Diamètre roue de turbine : 2,90 mètres
Vitesse roue de turbine : 150 tr/min
Tender de 25 m3 à trois essieux ex 25-A Sud-Est à trois essieux pour le charbon et l'eau
- Turbine Pontarlier :

Le chasse-neige est constitué d'un châssis de tender de 25 m3 à trois essieux ex 25-A PLM et d'une caisse de BB 8100 équipé de deux turbines.
L'étrave dirige la neige dans les deux tambours derrière chacun desquels se trouve une turbine qui l'évacue chacune aussi dans une échoppe orientable.
Il est aussi équipé d'un soc échancré pour dégager le gabarit, suspendu entre le premier et le deuxième essieu.
Il est relevable et sert pour le déboudinage ou l'égalisation de l'entrevoie.
Il possède également à l'arrière du troisième essieu deux socs relevables pour le déboudinage.
Vitesse roue de turbine : 300 tr/min réduite à partir des 1 500 tr/min de l'arbre de transmission
- Turbine Chambéry :

Le chasse-neige est constitué de l'ex BB 60021 ex 040 DC 1 du Sud-Est ex PLM 4-CMD-1 transformée en chasse-neige.
L'étrave avec deux échoppes orientables est de même conception que pour le Pontarlier. Cependant par manque de place, il n'est pas équipé de socs supplémentaires. De plus, à la suite des modifications seules, un bogie reste motorisé pour les évolutions dans les dépôts.
| type               | Longueur hors tout          | Poids         | Largeur de déneigement | Hauteur de déneigement                           | Vitesse d'acheminement                                                                | Vitesse de travail | Effectifs | Services                                                                       |
| Rotatif Aurillac   | 16,70 mètres avec le tender | 66,400 tonnes | /                      | hauteur du chasse-neige au maximum de 4 à 6 km/h | 40 km/h en pousse et 20 km/h en tunnel                                                | de 4 à 30 km/h | 1         | radié mais préservé et présenté au Musée français du chemin de fer de Mulhouse |
| Rotatif Chambéry   | 13,00 mètres sans le tender | 60,900 tonnes | /                      | 1,60 mètre environ au maximum                    | 50 km/h                                                                               | 35 km/h | 1         | radié                                                                          |
| Turbine Pontarlier | 10,08 mètres                | 34 tonnes     | /                      | /                                                | 100 km/h en véhicule ou 70 km/h remorqué et 50 km/h poussé par l'arrière par loco HLP | 35 km/h poussé par l'arrière ou 15 km/h poussé ou tiré par l'intermédiaire de la barre de remorquage côté étrave si impossibilité de le tirer par l'arrière | 1         | radié                                                                          |
| Turbine Chambéry   | 12,27 mètres                | 64 tonnes     | /                      | /                                                | 60 km/h en véhicule                                                                   | 60 km/h poussé par l'arrière | 1         | radié                                                                          |

,

##### Ligne de Cerdagne
ZRHK 20127
Provenant d'un wagon couvert de la série ZRJ 20100 (châssis de 5,6 m et empattement 3 m) et du type fraiseuse Bouhey, il est de même conception que la Z 205 Savoie mais n'est toutefois pas motorisé. Il est exclusivement attelé a la Z 105 munie d'une liaison phonique et équipée du couplage série pour rouler à de faibles vitesses. Il dégage la neige tassée de l'entre rail avec un tambour rotatif équipé de pelles.
- Vitesse d'acheminement 25 km/h.
- Vitesse de travail de 5 à 10 km/h[1].

## Modélisme
- En HO:
  - la firme AMF87 produit en kit le chasse-neige français du type Langeac court et long ainsi que la turbine Pontarlier.
  - la firme SMD Productions produit en kit le chasse-neige français du type Nevers et le type Flanger 80.
  - la firme Brassline produit le chasse-neige français du type Aurillac.

## Sources